# Myiopharus dorsalis
Myiopharus dorsalis är en tvåvingeart som först beskrevs av Daniel William Coquillett 1898.  Myiopharus dorsalis ingår i släktet Myiopharus och familjen parasitflugor. Inga underarter finns listade i Catalogue of Life.